# Loggia

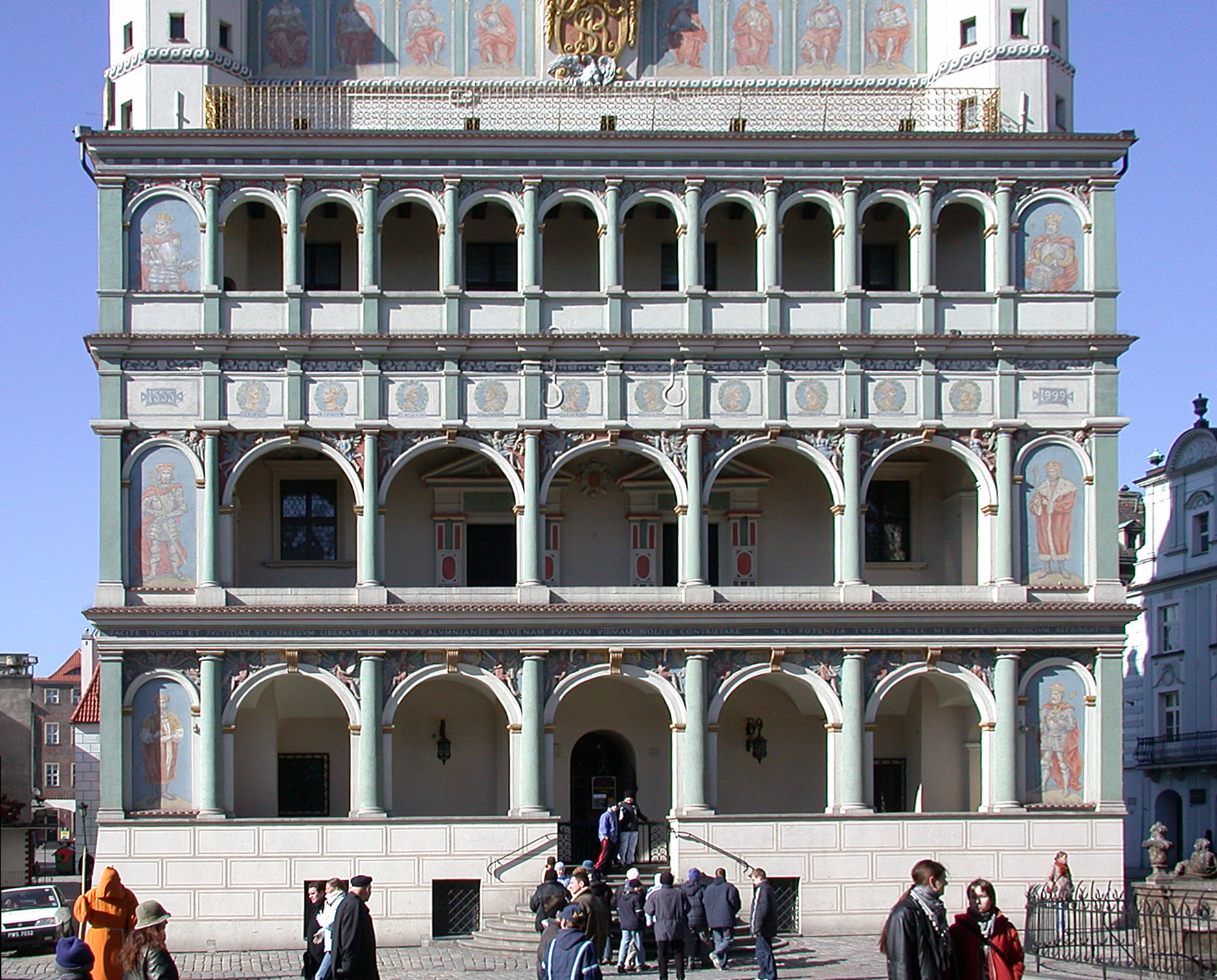
Loggien am Rathaus von Posen (16. Jahrhundert)

Als Loggia (italienisch, Aussprache [ˈlɔddʒa]) wird in der Architektur ein Raum in einem Gebäude bezeichnet, der sich mittels Bögen oder anderer Konstruktionen zum Außenraum öffnet. Auf der Erdgeschossebene schaffen Loggien einen Übergangsbereich zwischen Außen- und Innenraum, im Obergeschoss werden sie als Verbindungsgang oder Freisitz genutzt.

## Begriffliche Abgrenzung
In der Architektur wird die Bezeichnung „Loggia“ in erster Linie für offene Hallen oder Gänge verwendet, die sich durch eine italianisierende Gestaltung auszeichnen. Vorbilder sind Loggien der italienischen Renaissance, die typischerweise mit Rundbögen auf schlanken Säulen ausgeführt sind. In dieser Form finden sich Loggien auch in der übrigen Renaissancearchitektur Europas, später auch in ähnlicher Form im Barock sowie im Klassizismus und Historismus.
Der Begriff Loggia überschneidet sich mit mehreren anderen architektonischen Fachbegriffen. Er kann weitgehend mit dem deutschen Begriff Laube (der ebenfalls breit gefasst ist) gleichgesetzt werden; eine als Gang genutzte Loggia kann daher auch als Laubengang oder als Galerie bezeichnet werden. Die typische Gestaltung ist die eines Bogenganges beziehungsweise einer Arkade, aber es werden manchmal auch Säulengänge oder Säulenhallen mit geradem Gebälk als Loggia bezeichnet. Im Unterschied zu einem Portikus liegt die Loggia innerhalb der Bauflucht; sie tritt also nicht aus der Kubatur des Gebäudes hervor.

## Die Loggia als Bestandteil eines Gebäudes

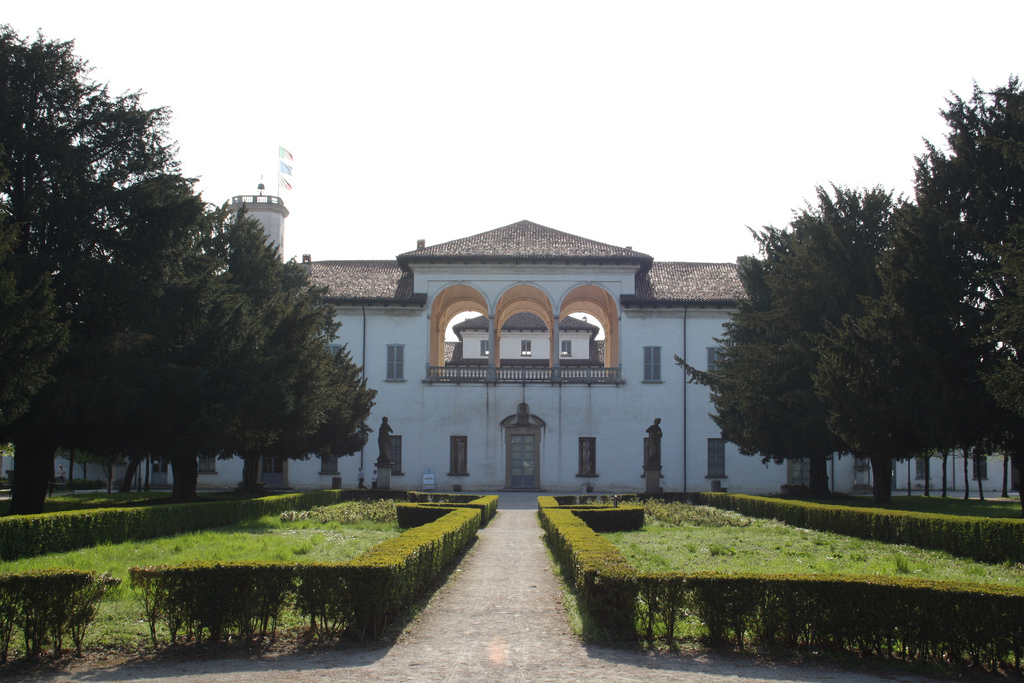
Loggia im Obergeschoss des Palazzo Arese Borromeo (17. Jh., Lombardei)

Seit der italienischen Renaissance kommen Loggien besonders bei repräsentativen Gebäuden zum Einsatz. Auf der Erdgeschossebene bilden sie einen Übergangsbereich zwischen dem öffentlichen Außenraum der Straße oder des Platzes und dem Innenraum des Gebäudes. Funktional und optisch stehen Loggien damit in der Tradition der antiken Portiken, die als langgestreckte Säulenhallen ebenfalls zwischen Außen- und Innenraum vermittelten. Wie diese bieten sie auch einen wetter- bzw. sonnengeschützten Bereich im Freien. Im 19. und 20. Jahrhundert finden sich Loggien oft an der Straßen- oder Gartenfront von Hotels und Krankenhäusern.
Im Obergeschoss kann die Loggia einen Verbindungsgang zwischen den Bauteilen bilden, und/oder einen Platz zum Aufenthalt an der frischen Luft bieten.

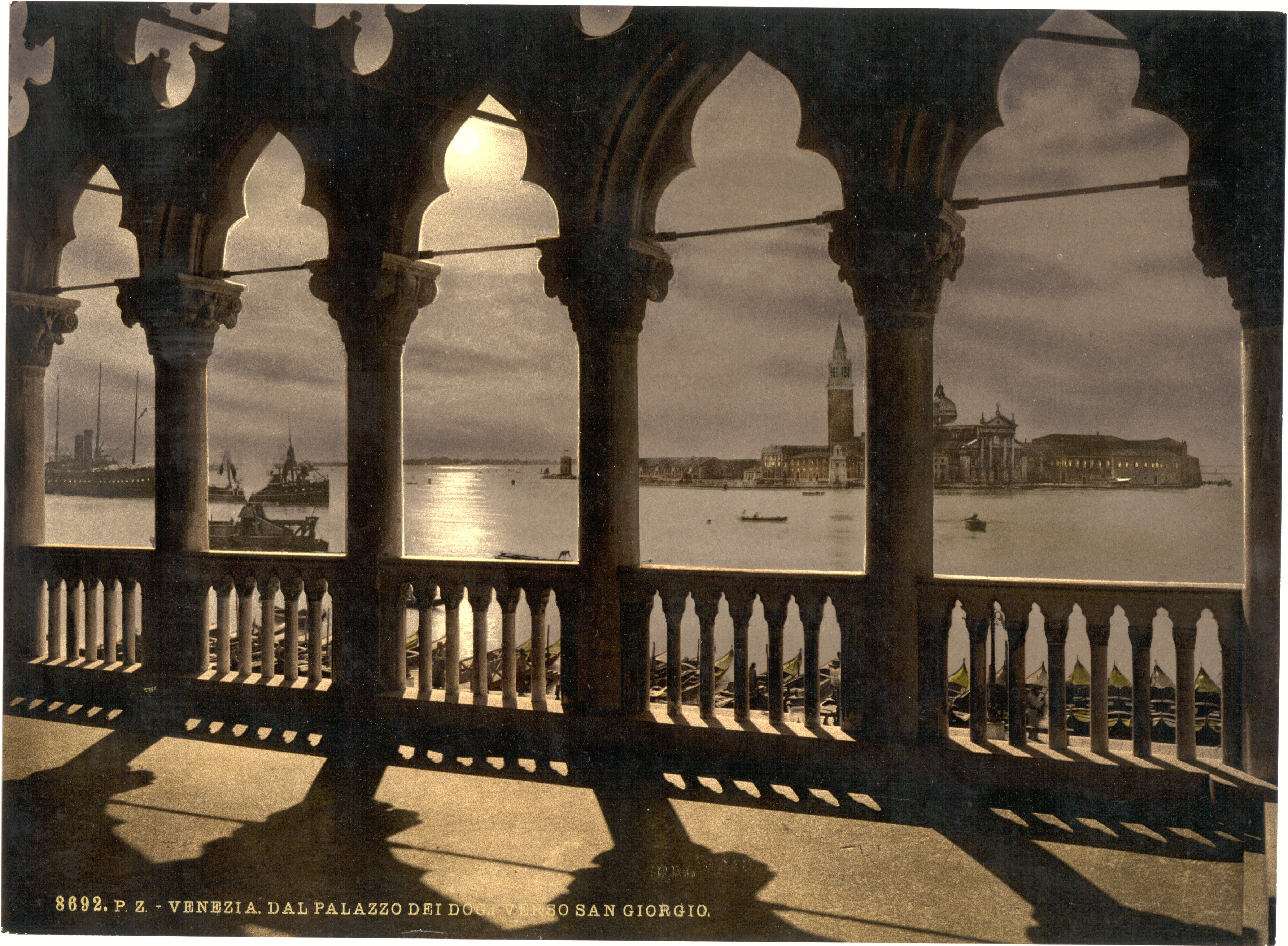
Loggia des Dogenpalasts (Venedig), Innenansicht
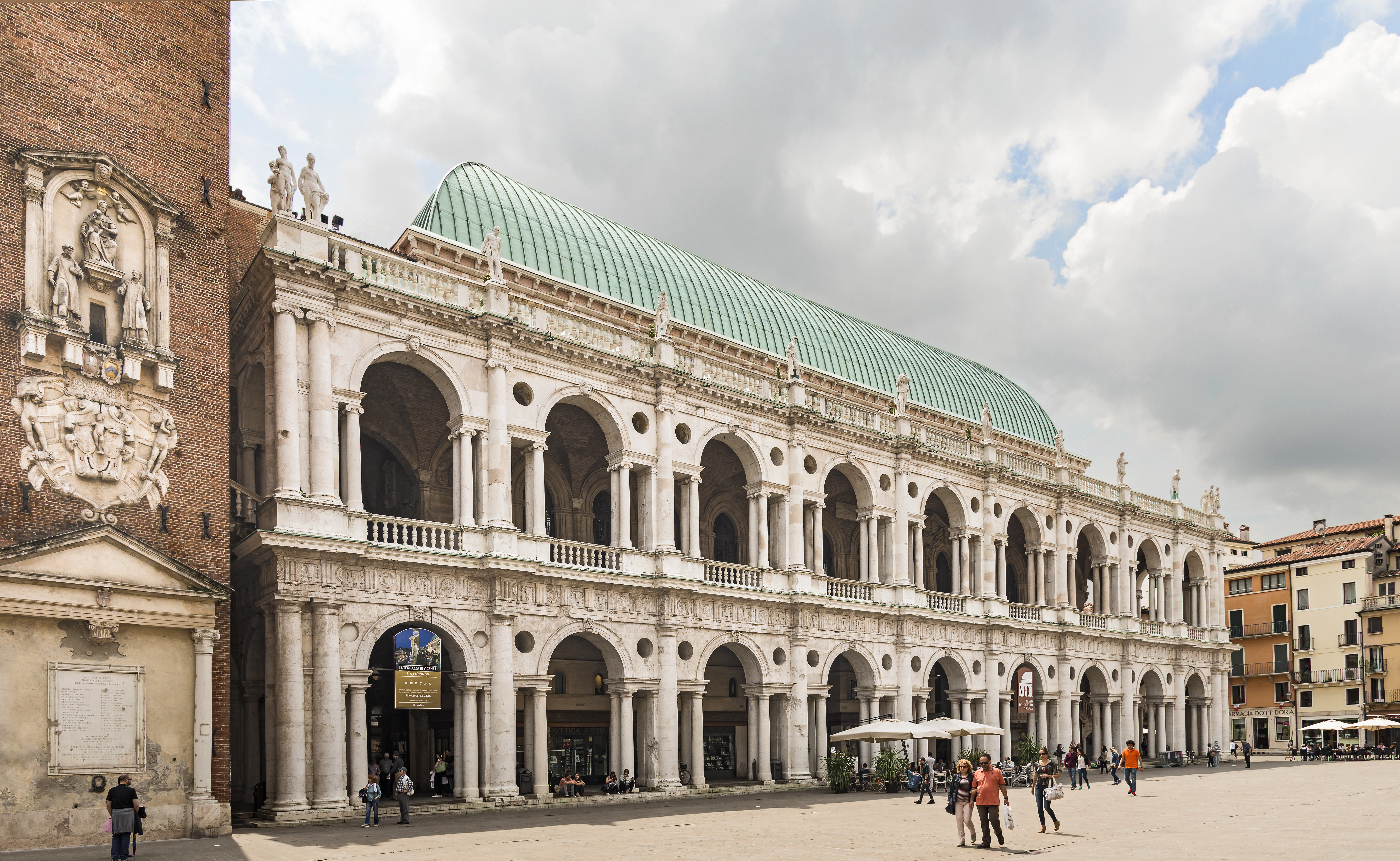
Basilica Palladiana in Vicenza
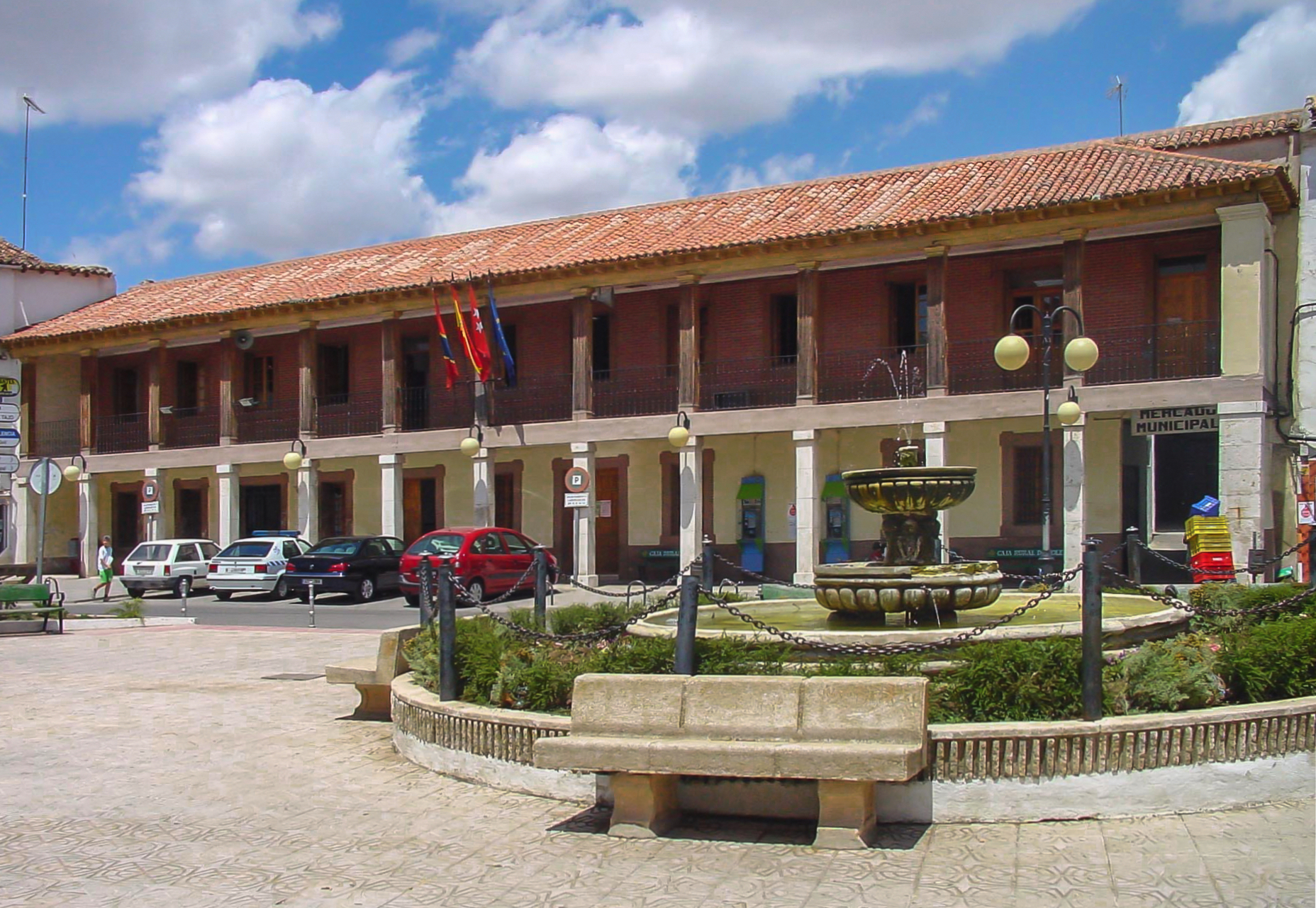
Loggienfassade des alten Rathauses von Villarejo de Salvanés, in der Nähe von Madrid
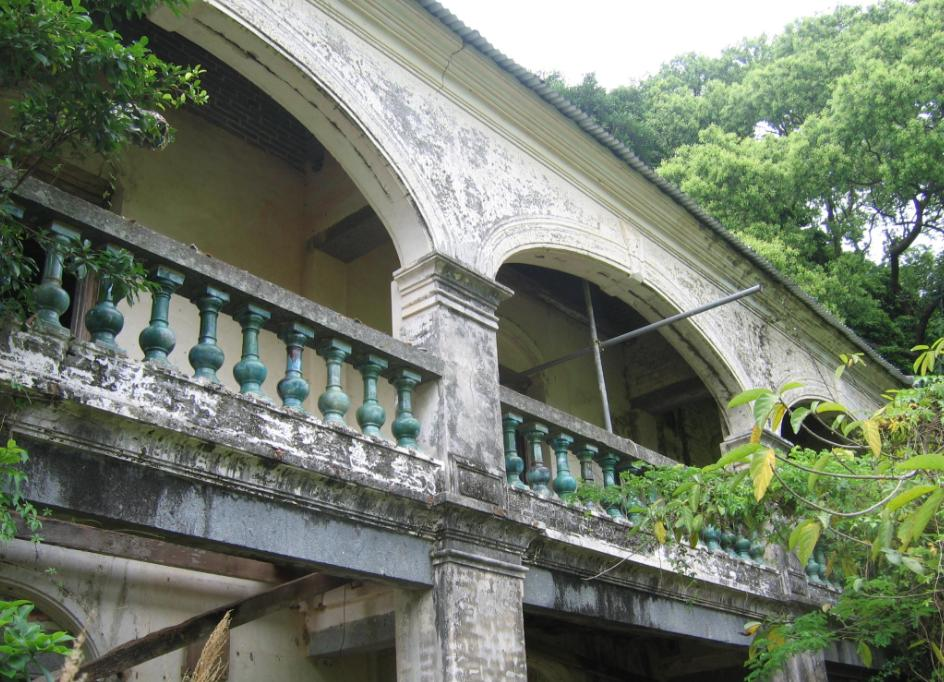
Gebäude mit Loggia in China

## Einzelgebäude
Loggien wurden auch als eigenständige Hallen ausgeführt. Mittels Arkaden öffnen sie sich auf einer oder mehreren Seiten zum Außenraum. Ein bekanntes Beispiel ist die 1382 fertiggestellte Loggia dei Lanzi in Florenz, die ursprünglich für öffentliche Empfänge der Stadtrepublik diente. Die ebenfalls in Florenz stehende Loggia del Mercato Nuovo wird als Markthalle genutzt. Die in den 1840er Jahren errichtete Feldherrnhalle am Odeonsplatz in München imitiert die Loggia dei Lanzi und dient als Point de vue.

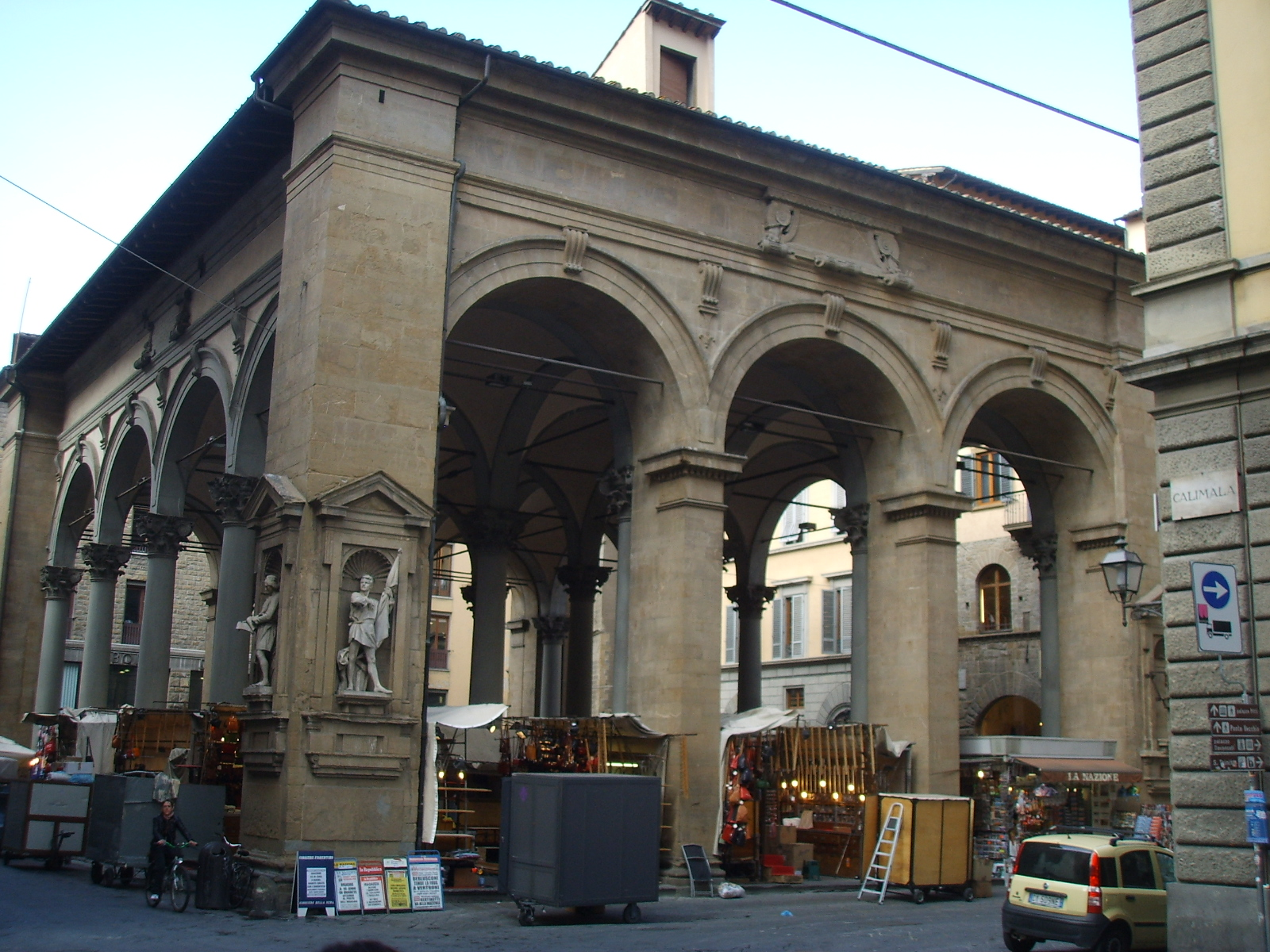
Die Loggia del Mercato Nuovo in Florenz wird heute noch als Markthalle genutzt
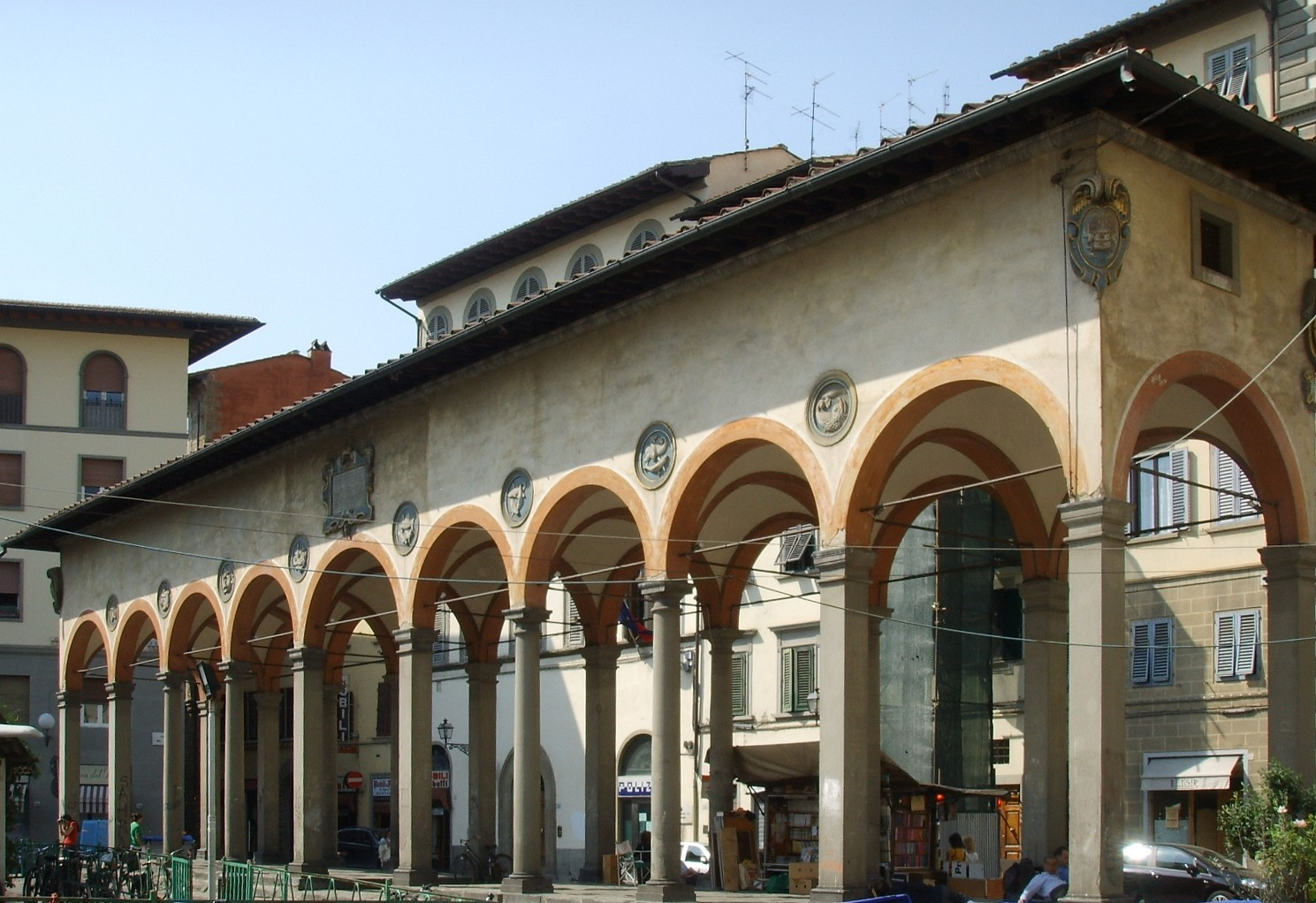
Die Loggia del pesce in der Form eines langgestreckten Bogenganges (Florenz)
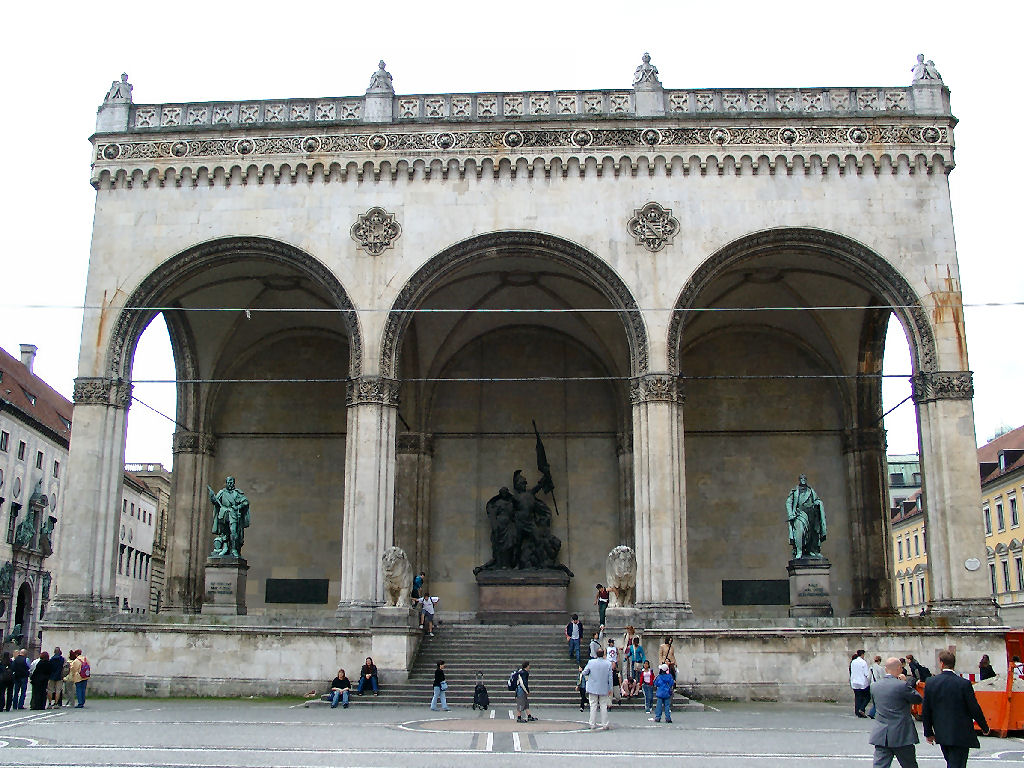
Feldherrnhalle in München
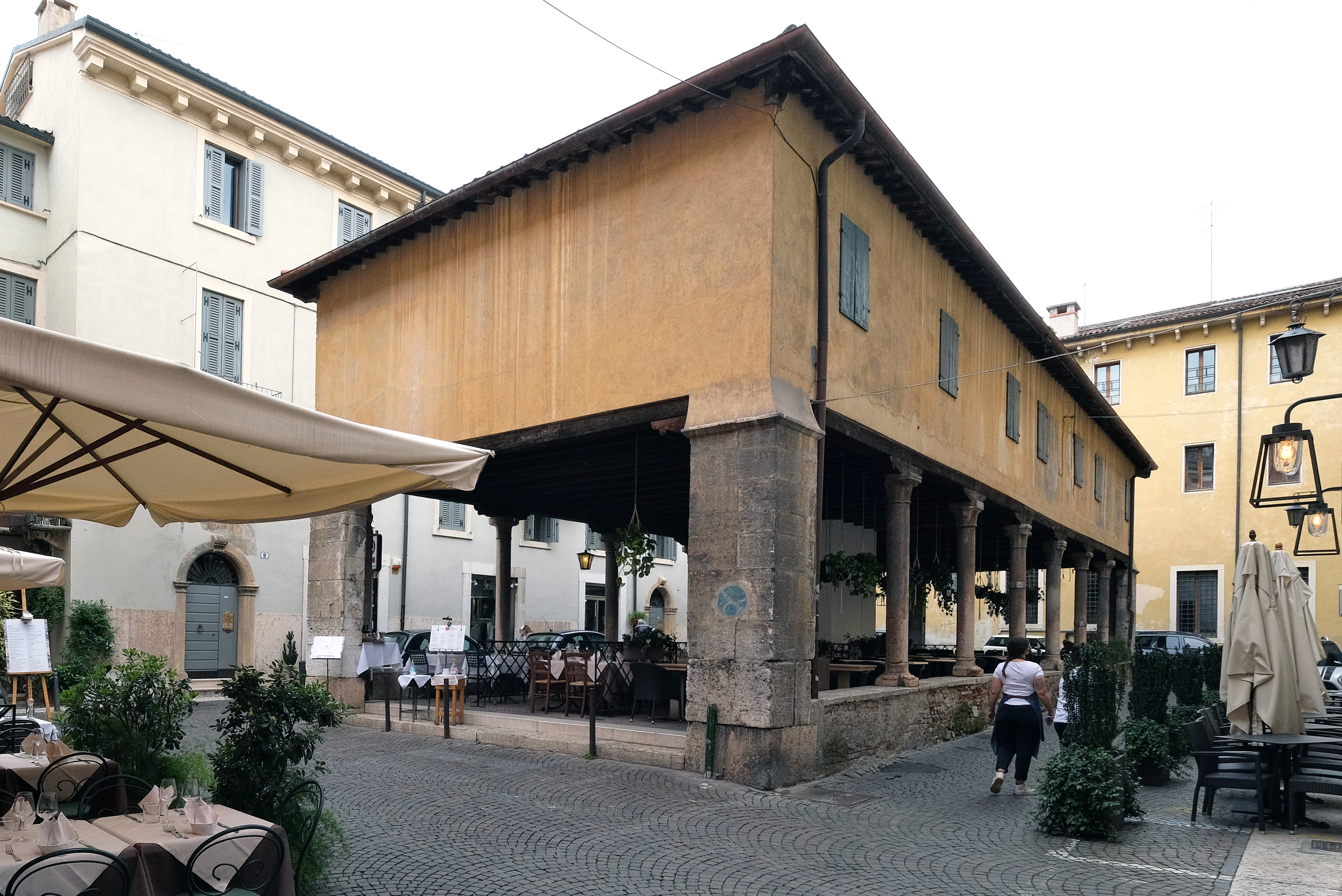
Loggia del Mangano, 14. Jahrhundert, Corte Sgarzerie, Verona

## Freisitz

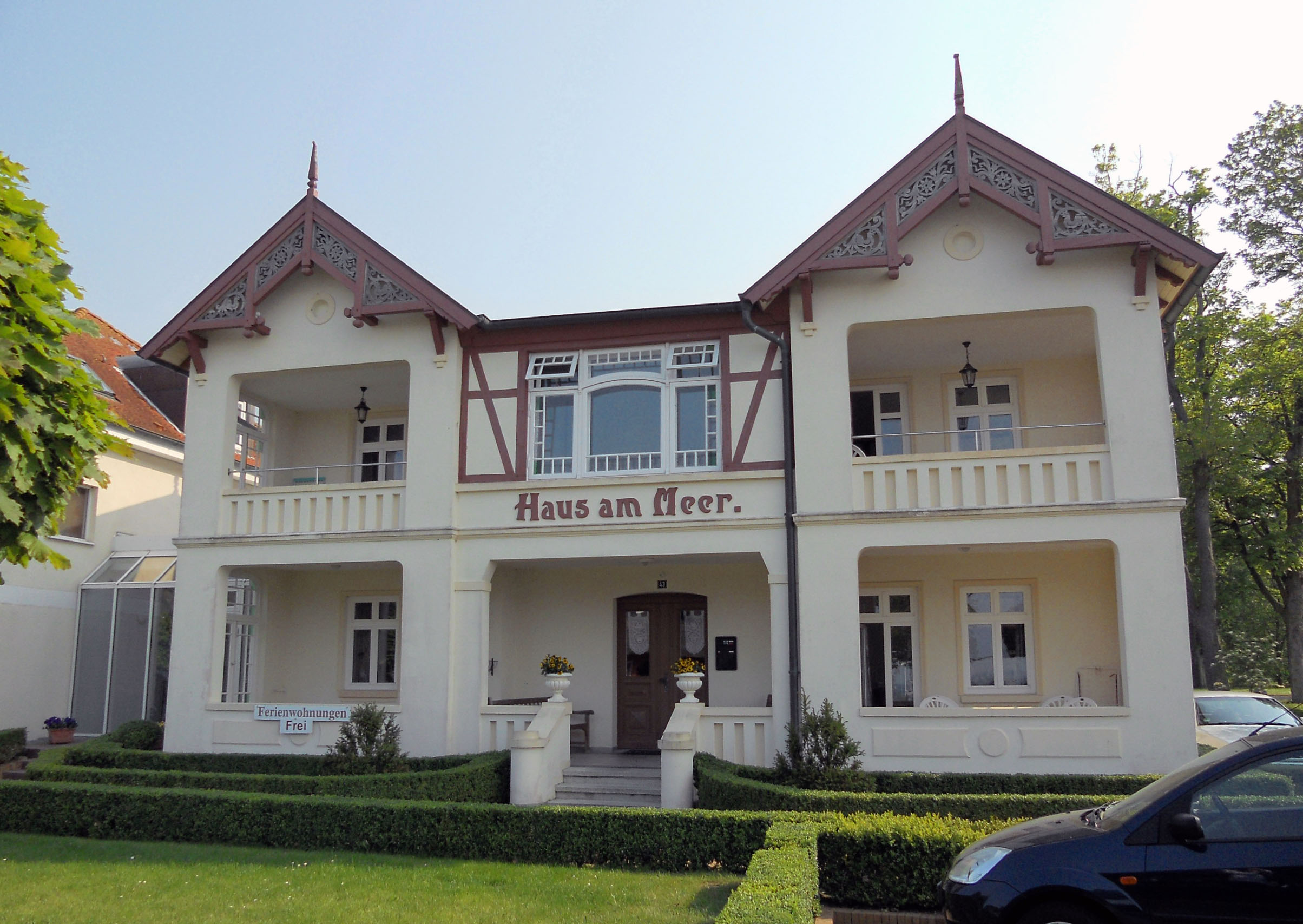
Loggien als Freisitze (Ostseebad Kühlungsborn)

Im Wohnhausbau ab dem ausgehenden 19. Jahrhundert, insbesondere bei städtischen Mietshäusern, wird eine bestimmte Form des Freisitzes als Loggia bezeichnet. In diesem Zusammenhang unterscheidet sich die Loggia vom Balkon und vom Söller (Altan) dadurch, dass sie hinter die Bauflucht zurückspringt, also innerhalb der Kubatur des Gebäudes liegt. Nach vorne schließt sie in der Regel mit einer Brüstung, seltener mit einem Geländer ab. Ihre Nutzung entspricht der des Balkons, sie ist also in der Regel Bestandteil einer einzelnen Wohnung und dient hauptsächlich dem Aufenthalt im Freien. Im Unterschied zum Balkon bietet die Loggia durch den oberen und seitlichen Abschluss einen besseren Sicht- und Wetterschutz, führt aber auch zu einer größeren Verschattung der dahinterliegenden Wohnräume.
Anders als bei den historischen italienischen Loggien ist eine Gestaltung mit Rundbögen und Säulen im Wohnungsbau kein charakteristisches Merkmal mehr, die Fassadeneinschnitte können in beliebiger Form ausgeführt sein.
In gehobenen städtischen Mietshäusern um 1900 kommen häufig Loggien, Balkone und Erker nebeneinander und in Kombination an einem Gebäude vor. Auch im modernen Geschosswohnungsbau kommen oft Loggien zum Einsatz, die meist als einfache rechteckige Fassadeneinschnitte ausgeführt sind.
Als Freisitz konzipierte Einschnitte im Dach können ebenfalls als Loggia bezeichnet werden (Dachloggia, auch Negativgaube genannt).